# Somatochlora minor
Somatochlora minor là loài chuồn chuồn trong họ Corduliidae. Loài này được Calvert mô tả khoa học đầu tiên năm 1898.